# Llyr Gruffydd
Llyr Huws Gruffydd, également connu sous le nom de Llyr Hughes Griffiths, est un homme politique britannique œuvrant au pays de Galles.
Membre de Plaid Cymru, il se fait élire en 2011 dans la région électorale de North Wales ; il est reconduit aux scrutins de 2016 et de 2021. Initialement à l’arrière-ban à son entrée dans l’Assemblée galloise, il est nommé président du comité des Finances de la chambre en 2018, puis, à compter de 2021, il dirige celui du Changement climatique, de l’Environnement et des Infrastructures. À la suite de la démission d’Adam Price, il dirige brièvement Plaid Cymru, de façon intérimaire.

## Biographie

### Carrière politique

#### Premières tentatives d’entrée en politique (2003-2010)
Llyr Gruffydd devient maire de Carmarthen le 25 mai 2002.
Il est candidat dans la circonscription de Carmarthen West and South Pembrokeshire lors des élections de l’assemblée nationale du pays de Galles de 2003.

#### Élection au Senedd et premiers porte-parolats au sein de Plaid (2011-2018)
Sous la direction de Leanne Wood, il est d’abord nommé porte-parole à l’Environnement, au Logement et à la Régénération en 2012, puis, aux Communautés durables, à l’Énergie et à l’Alimentation en 2014,.
À la suite du renouvellement de 2016, il devient ministre fantôme de l’Éducation. Toutefois, en 2018, lorsqu’Adam Price succède à Leanne Wood dans la direction du groupe nationaliste, Llyr Gruffydd est désigné responsable des portefeuilles de l’environnement et des affaires rurales,.

#### Direction de comités: des Finances (2018) au Changement climatique (2021)
Il devient porte-parole aux Finances et au Gouvernement local à la suite des élections générales de 2021.

#### Chef intérimaire de Plaid Cymru (depuis 2023)
À la suite de l’annonce de la démission d’Adam Price de sa position de chef du parti lors du comité national exécutif du 10 mai 2023, les membres du groupe de Plaid Cymru sont invités à proposer un candidat pour sa succession. Le lendemain, les élus nationalistes choisissent Llyr Gruffydd comme dirigeant intérimaire. Aussi, le 13 mai, les instances du parti entérinent son élection ; il entre en fonction au 17 mai,,,.

## Détails des mandats et fonctions

### Mandat exécutif
- Maire de Carmarthen (2001-2002).

### Mandats électifs
- Membre de l’Assemblée puis du Senedd, élu dans la région électorale de North Wales (en fonction depuis le 6 mai 2011), siégeant dans le groupe de Plaid Cymru.
- Conseiller au conseil de la ville de Carmarthen.

### Fonctions législatives
- Président du comité des Finances (élu le 24 octobre 2018, en fonction du 25 octobre 2018 au 29 avril 2021).
- Président du comité du Changement climatique, de l’Environnement et des Infrastructures (élu le 29 juin 2021, en fonction depuis le 13 juillet 2021).

### Fonctions politiques

#### Direction politique
- Chef intérimaire de Plaid Cymru (du 17 mai au 16 juin 2023).

#### Porte-parolats et ministère fantôme
- Porte-parole à l’Environnement, au Logement et à la Régénération (du 21 mars 2012 au 14 mars 2014) dans l’équipe de Leanne Wood.
- Porte-parole aux Communautés durables, à l’Énergie et à l’Alimentation (du 14 mars 2014 au 25 mai 2016) dans l’équipe de Leanne Wood.
- Ministre fantôme puis porte-parole à l’Éducation (du 25 mai 2016 au 28 septembre 2018) dans le cabinet fantôme puis l’équipe de Leanne Wood.
- Porte-parole à l’Environnement et aux Affaires rurales (du 19 octobre 2018 au 21 mai 2021) dans l’équipe d’Adam Price.
- Porte-parole aux Finances et au Gouvernement local (en fonction depuis le 21 mai 2021) dans l’équipe d’Adam Price.